# Tế Dương
Tế Dương (tiếng Trung: 济阳区, Hán Việt: Tế Dương khu) là một quận của địa cấp thị Tế Nam, tỉnh Sơn Đông, Cộng hòa Nhân dân Trung Hoa. Quận này có diện tích 1162 km2, dân số năm 2001 là 520.000 người. Quận Tế Dương được chia ra các đơn vị hành chính gồm 8 trấn.